# 林梓峰
林梓峰（1998年10月30日—）為臺灣男子籃球運動員，場上位置為得分后卫，最後效力於超級籃球聯賽彰化璞園柏力力。母親是賽德克族人，林梓峰來自南投縣霧社，自埔里國中畢業後北上就讀南湖高中，大學進入健行科技大學就讀。2021年8月林梓峰在超級籃球聯賽新人選秀會第九輪被桃園璞園建築選中，T1聯盟新人選秀會第五輪獲得臺南青睞。2021年10月林梓峰出現在臺南台鋼獵鷹公佈的首批本土球員名單當中。2023年8月林梓峰與臺南台鋼獵鷹的合約到期不續約而離開球隊。

## 外部連結
- 林梓峰在Eurobasket.com（球員）（英语）
- 林梓峰在Flashscore（英语）